# 中島敏次郎
中島 敏次郎（なかじま としじろう、1925年9月2日 - 2011年12月13日）は、日本の外交官。条約局長、外務審議官、駐オーストラリア大使、駐中国大使、最高裁判所判事、あさひ法律事務所顧問等を歴任。妻の康子は、第61代警視総監、のちに自由民主党衆議院議員であった田中栄一の次女。

## 人物
中島房吉、中島静子の間の4人兄弟の二男として生まれる。旧制第一高等学校、東京大学法学部を卒業し、1948年に外務省入省。在中国日本国特命全権大使として在任中に六四天安門事件が起こり、在留邦人を無事国外に避難させた。
婚外子相続差別訴訟の1995年7月5日の最高裁大法廷の判決では民法の婚外子相続差別規定を合憲とする多数意見に対して、違憲とする少数意見を表明した。

## 経歴
- 1948年9月 東京大学法学部卒
- 1948年10月 外務省入省、外務省研修所[4]
- 1950年6月 条約局条約課
- 1950年9月 イェール大学大学院国際関係研究科留学[4]
- 1951年9月 条約局条約課
- 1953年6月 在アメリカ合衆国日本国大使館外交官補[4]
- 1955年10月条約局第一課
- 1960年7月 国際連合日本政府代表部二等書記官[4]
- 1963年12月 在マラヤ連邦日本国大使館一等書記官
- 1965年8月 下田武三事務次官秘書官[4]
- 1967年8月 条約局条約課長
- 1972年1月 在連合王国大使館参事官兼ロンドン総領事[4]
- 1976年1月 条約局長
- 1977年9月 アメリカ局長（条約局長と併任）
- 1980年1月 駐シンガポール大使[4]
- 1982年10月 外務審議官（政務担当）
- 1984年12月 駐オーストラリア大使[4]
- 1987年9月 駐中国大使
- 1990年1月 最高裁判所判事
- 1995年9月 退官
- 1995年10月 弁護士登録[2]
- 1996年 国際法協会（ロンドン所在）日本支部副会長、財団法人日商岩井国際財団評議員
- 1997年 国際常設仲裁裁判所（ハーグ所在）裁判官任官、勲一等瑞宝章受章[5]
- 1998年 長野五輪におけるスポーツ仲裁裁判所（アドホック仲裁部）名誉委員
- 2000年 皇室参与、国際投資紛争解決センター（ICSID）調停員
- 2001年 社団法人日本スカッシュ協会会長
- 2002年 社団法人日本スカッシュ協会名誉会長（2008年6月まで）
- 2006年 財団法人三菱銀行国際財団理事（2008年3月まで）
- 2007年 財団法人国際開発センター評議員
- 2011年12月13日 心不全のため自宅にて死去。86歳没[6]